# Équipe d'Algérie féminine de volley-ball en 2013
L'Équipe d'Algérie de volley-ball féminin participera en 2013 au Championnat d'Afrique (14-19 septembre), et à la Grand Prix mondial (2-18 août).

## Les matchs des A
| Date              | Lieu                                | Adversaire             | Score                               | Durée  | Compétition | Meilleur marqueur                     | Référence |
| 18 juillet 2013   | Salle Ammar Dakhlaoui Sidi Bou Said | Tunisie                | 0-3 (14-25 16-25 20-25)             | 1 h 17 | QCHM        | -                                     |           |
| 19 juillet 2013   | Salle Ammar Dakhlaoui Sidi Bou Said | Tunisie                | 3-0 (27-25 25-23 25-23)             | 1 h 28 | QCHM        | -                                     |           |
| 2 août 2013       | Başkent Volleyball Hall Ankara      | Turquie                | 3-0 (25-13 25-18 25-15)             | 1 h 5  | GPM         | Tassadit Aissou (7)                   | [ 1 ]     |
| 3 août 2013       | Başkent Volleyball Hall Ankara      | Japon                  | 0-3 (10-25 8-25 8-25)               | 0 h 56 | GPM         | Mouni Abderrahim (6)                  | [ 2 ]     |
| 4 août 2013       | Başkent Volleyball Hall Ankara      | Thaïlande              | 3-0 (25-7 25-14 25-13)              | 1 h 0  | GPM         | Kahina Arbouche (7)                   | [ 3 ]     |
| 9 août 2013       | Hala Pionir Belgrade                | États-Unis             | 0-3 (12-25 15-25 11-25)             | 1 h 3  | GPM         | Safia Boukhima (5) Aicha Mezemate (5) | [ 4 ]     |
| 10 août 2013      | Hala Pionir Belgrade                | Serbie                 | 0-3 (11-25 12-25 11-25)             | 1 h 1  | GPM         | Kahina Arbouche (7)                   | [ 5 ]     |
| 11 août 2013      | Hala Pionir Belgrade                | Pays-Bas               | 3-0 (25-15 25-7 25-6)               | 0 h 56 | GPM         | Safia Boukhima (6)                    | [ 6 ]     |
| 16 août 2013      | Kaohsiung Arena Kaohsiung           | Italie                 | 3-0 (25-13 25-19 25-10)             | 0 h 57 | GPM         | Kahina Arbouche (11)                  | [ 7 ]     |
| 17 août 2013      | Kaohsiung Arena Kaohsiung           | Turquie                | 0-3 (12-25 12-25 12-25)             | 1 h 1  | GPM         | Aicha Mezemate (9)                    | [ 8 ]     |
| 18 août 2013      | Kaohsiung Arena Kaohsiung           | République dominicaine | 3-0 (25-11 25-9 25-8)               | 0 h 59 | GPM         | Safia Boukhima (9)                    | [ 9 ]     |
| 14 septembre 2013 | Kasarani Sports Center Nairobi      | Tunisie                | 3-2 (25-17 22-25 25-12 22-25 16-6)  | 1 h 48 | CAVB        | -                                     |           |
| 15 septembre 2013 | Kasarani Sports Center Nairobi      | Sénégal                | 0-3 (18-25 15-25 19-25)             | 1 h 17 | CAVB        | -                                     |           |
| 16 septembre 2013 | Kasarani Sports Center Nairobi      | Kenya                  | 3-0 (25-19 25-15 25-13)             | 1 h 5  | CAVB        | -                                     |           |
| 18 septembre 2013 | Kasarani Sports Center Nairobi      | Égypte                 | 2-3 (25-20 21-25 19-25 26-24 12-15) | 2 h 14 | CAVB        | -                                     |           |
| 19 septembre 2013 | Kasarani Sports Center Nairobi      | Cameroun               | 0-3 (14-25 24-26 23-25)             | 1 h 19 | CAVB        | -                                     |           |

Légende: CAVB : match de Championnat d'Afrique 2013 / A : match amical / GPM : match de la Grand Prix mondial 2013.

## Les joueurs en A
| Joueurs                   |             |             |             |             |             |             |             |             |             |
| Attaquants                |             |             |             |             |             |             |             |             |             |
| Nadira Ait Oumghar        | a participé | NP          | NP          | NP          | a participé | NP          | NP          | NP          | NP          |
| Siham Saoud               | a participé | a participé | (4pts)      | (1pt)       | a participé | a participé | a participé | NP          | a participé |
| Kahina Arbouche           | (5pts)      | (3pts)      | (7pts)      | (3pts)      | (7pts)      | (3pts)      | (11pts)     | (5pts)      | (3pts)      |
| Centraux                  |             |             |             |             |             |             |             |             |             |
| Dallal Merwa Achour       | NP          | NP          | (1pt)       | NP          | a participé | a participé | NP          | NP          | NP          |
| Aicha Mezemate            | (3pts)      | (1pt)       | (1pt)       | (5pts)      | (6pts)      | (4pts)      | (2pts)      | (9pts)      | (3pts)      |
| Tassadit Aissou           | (7pts)      | (1pt)       | (2pts)      | (2pts)      | (2pts)      | (3pts)      | (7pts)      | (8pts)      | a participé |
| Libero                    |             |             |             |             |             |             |             |             |             |
| Salima Hamouche           | NP          | a participé | NP          | NP          | NP          | NP          | NP          | a participé | a participé |
| Nawal Mansouri            | (1pt)       | a participé | a participé | a participé | a participé | a participé | a participé | NP          | a participé |
| Passeurs                  |             |             |             |             |             |             |             |             |             |
| Silya Magnana             | (1pt)       | a participé | (1pt)       | (2pts)      | (3pts)      | a participé | a participé | a participé | a participé |
| Yasmine Oussalah          | NP          | a participé | NP          | a participé | a participé | a participé | NP          | NP          | a participé |
| Réceptionneurs-attaquants |             |             |             |             |             |             |             |             |             |
| Mouni Abderrahim          | (2pts)      | (6pts)      | (3pts)      | (1pt)       | (2pts)      | (5pts)      | (3pts)      | (4pts)      | (3pts)      |
| Safia Boukhima            | (6pts)      | (1pt)       | (5pts)      | (5pts)      | (3pts)      | (6pts)      | (8pts)      | (4pts)      | (9pts)      |

## Les sélections

### Sélection pour leChampionnat d'Afrique de volley-ball féminin 2013
| No                                                    | Nom                                                   | Date de naissance                                     | Taille | Poids | Poste                        | Club                         |
| ----------------------------------------------------- | ----------------------------------------------------- | ----------------------------------------------------- | ------ | ----- | ---------------------------- | ---------------------------- |
| 1                                                     | Mouni Abderrahim                                      | 19 novembre 1985                                      | 171    | 60    | Réceptionneur-attaquant      | MB Béjaïa                    |
| 2                                                     | Dallal Merwa Achour                                   | 3 novembre 1994                                       | 175    | 60    | Central                      | ASV Blida                    |
| 4                                                     | Zahra Djouad Fatma                                    | 12 juillet                                            | 180    |       |                              |                              |
| 6                                                     | Silya Magnana                                         | 16 mars 1991                                          | 180    | 71    | Passeur                      | MB Béjaïa                    |
| 7                                                     | Chettout Kahina                                       | 20 mai 1992                                           | 168    | 60    | Passeur                      | NR Chlef                     |
| 12                                                    | Safia Boukhima                                        | 10 janvier 1991                                       | 176    | 64    | Réceptionneur-attaquant      | GS pétroliers                |
| 13                                                    | Nawal Mansouri                                        | 1er août 1985                                         | 174    | 64    | Libero                       | MB Béjaïa                    |
| 15                                                    | Aicha Mezemate                                        | 6 juin 1991                                           | 187    | 65    | Central                      | GS pétroliers                |
| 16                                                    | Siham Saoud                                           | 18 juillet                                            | 174    |       |                              | ASW Béjaïa                   |
| 18                                                    | Tassadit Aissou                                       | 19 juin 1989                                          | 184    | 80    | Central                      | NR Chlef                     |
| 19                                                    | Kahina Arbouche                                       | 4 septembre 1993                                      | 175    | 60    | Attaquant                    | ASW Béjaïa                   |
|                                                       |                                                       |                                                       |        |       |                              |                              |
| Encadrement technique                                 | Encadrement technique                                 |                                                       |        |       | Légende                      | Légende                      |
| Entraîneur : Aimed Saidani                            | Entraîneur : Aimed Saidani                            | Entraîneur : Aimed Saidani                            |        |       | : Capitaine                  | : Capitaine                  |
| Entraîneur(s) adjoint(s) : Candida Rosa Jiminez Amaro | Entraîneur(s) adjoint(s) : Candida Rosa Jiminez Amaro | Entraîneur(s) adjoint(s) : Candida Rosa Jiminez Amaro |        |       | : Joueur blessé actuellement | : Joueur blessé actuellement |
| Manager général : Khaled Belkacemi                    |                                                       |                                                       |        |       |                              |                              |

### Sélection pour leGrand Prix mondial de volley-ball 2013
| No                                                    | Nom                                                   | Date de naissance                                     | Taille | Poids | Poste                        | Club                         |
| ----------------------------------------------------- | ----------------------------------------------------- | ----------------------------------------------------- | ------ | ----- | ---------------------------- | ---------------------------- |
| 1                                                     | Nadira Ait Oumghar                                    | 9 octobre 1994                                        | 182    | 73    | Attaquant                    | Seddouk VB                   |
| 2                                                     | Dallal Merwa Achour                                   | 3 novembre 1994                                       | 175    | 60    | Central                      | ASV Blida                    |
| 3                                                     | Salima Hamouche                                       | 17 janvier 1984                                       | 158    | 54    | Libero                       | GS pétroliers                |
| 6                                                     | Silya Magnana                                         | 16 mars 1991                                          | 180    | 71    | Passeur                      | MB Béjaïa                    |
| 11                                                    | Mouni Abderrahim                                      | 19 novembre 1985                                      | 171    | 60    | Réceptionneur-attaquant      | MB Béjaïa                    |
| 12                                                    | Safia Boukhima                                        | 10 janvier 1991                                       | 176    | 64    | Réceptionneur-attaquant      | GS pétroliers                |
| 13                                                    | Nawal Mansouri                                        | 1er août 1985                                         | 174    | 64    | Libero                       | MB Béjaïa                    |
| 15                                                    | Aicha Mezemate                                        | 6 juin 1991                                           | 187    | 65    | Central                      | GS pétroliers                |
| 18                                                    | Tassadit Aissou                                       | 19 juin 1989                                          | 184    | 80    | Central                      | NR Chlef                     |
| 19                                                    | Kahina Arbouche                                       | 4 septembre 1993                                      | 175    | 60    | Attaquant                    | ASW Béjaïa                   |
| 21                                                    | Yasmine Oussalah                                      | 4 juillet 1993                                        | 174    | 60    | Passeur                      | ASW Béjaïa                   |
|                                                       |                                                       |                                                       |        |       |                              |                              |
| Encadrement technique                                 | Encadrement technique                                 |                                                       |        |       | Légende                      | Légende                      |
| Entraîneur : Aimed Saidani                            | Entraîneur : Aimed Saidani                            | Entraîneur : Aimed Saidani                            |        |       | : Capitaine                  | : Capitaine                  |
| Entraîneur(s) adjoint(s) : Candida Rosa Jiminez Amaro | Entraîneur(s) adjoint(s) : Candida Rosa Jiminez Amaro | Entraîneur(s) adjoint(s) : Candida Rosa Jiminez Amaro |        |       | : Joueur blessé actuellement | : Joueur blessé actuellement |
| Manager général : Khaled Belkacemi                    |                                                       |                                                       |        |       |                              |                              |